# Alle haben geschwiegen
Alle haben geschwiegen ist ein deutscher Fernsehfilm von Norbert Kückelmann aus dem Jahr 1996. 

## Handlung
Nach einem wahren Fall aus dem Jahr 1987 im Altmühltal in Bayern: Schauplatz ist die etwas außerhalb einer Kleinstadt gelegene, ziemlich düstere Musikkneipe „Paloma“, Stammlokal einer Gruppe junger Männer. Drei von ihnen, Rick Brenner, Lutz Kern und Frank Oßler, haben schon mehrere Male junge Frauen mit Gewalt gefügig gemacht, es kam auch zu Gruppenvergewaltigungen. Der Alkohol trug seinen Teil dazu bei.
Eines Abends herrschte unter den Männern besonders schlechte Stimmung. Kern war nach einer rüpelhaften Anmache abgeblitzt. Brenner hatte ihn zuvor dazu angestachelt, obwohl er wusste, dass die Frau in Begleitung war. Hinzu kam ein Streit zwischen Lutz und seinem Kumpel Frank, der in einer Rauferei endete. Frank war mit Brenners Schwester Silvia erschienen. Die Bedienung Carla rief den Wirt Georg Habich hinzu, der schlichten sollte, beendete ihren Dienst sodann und ging nach Hause. Habich forderte energisch, Ruhe zu geben, und so ließen sich seine Stammgäste wieder einmal volllaufen. 
Bis auf Rick Brenner und seinen Kumpan Lutz Kern sowie Andy Kiefer, der hinter dem Tresen steht, ist das „La Paloma“ leer, als kurz nach dem Vorfall eine junge Frau auftaucht. Habich hat die Anhalterin Corinna aufgelesen. Rick Brenner will ihr ein Bier aufdrängen, da das „lustig“ mache. Er und Kern werden zudringlich. Corinna weigert sich; sie sei „nicht die Richtige“ für sowas. Brenner und Kern geraten in Wut, beschimpfen und schlagen sie. Aufgrund ihrer starken Gegenwehr scheitert die geplante Vergewaltigung. Die Frau ist bewusstlos. Habich kommt wieder ins Lokal und beschließt, dass sie weg muss. Die Männer schleppen sie in Habichs Auto und fahren zu einem Parkplatz. Corinna kommt zu sich, will fliehen und wird von Brenner schließlich im Wald hinter dem Parkplatz erwürgt. Alle vier Mitwisser vereinbaren Schweigen. Am nächsten Tag wird die Leiche von Corinna Klein in dem Waldstück gefunden. Die Obduktion ergibt, dass sie schwanger war.
Die Ermittlungen der Kriminalpolizei führen auch nach Jahren zu keinem Ergebnis, obwohl der ermittelnde Kommissar Kronauer das Umfeld des „Paloma“ schnell im Blick und Habich einmal direkt mit seinem Mordverdacht gegen ihn konfrontiert hatte. Erst als Andy Kiefer, der im Suff Andeutungen gemacht hat und mittlerweile auf der Straße lebt, sich endlich der Kriminalpolizei offenbart, kommt der Mordfall wieder in Bewegung. Zusätzlich werden einige Vergewaltigungen publik, die aufgrund von Drohungen der Clique um Brenner ohne Folgen für die Männer geblieben sind. Brenner sowie Kern, Habich und Kiefer werden verhaftet und kommen vor Gericht.

## Produktionsnotizen
Es handelt sich um eine Gemeinschaftsproduktion des Fernsehsenders Arte, der Film-Fernsehen-Autoren-Team GmbH (FFAT), des Schweizer Fernsehsenders SRG und des ZDF, die am 10. März 1996 im ZDF Premiere hatte.

## Kritik
Der Autor Dieter Wunderlich kam darauf zurück, dass die Münchner Juristen Norbert Kückelmann und Dagmar Kekulé sich an einem authentischen Fall orientiert hätten und schrieb: „In dem sachlichen, spannenden und beklemmenden Film ‚Alle haben geschwiegen‘ prangern sie die Verantwortungslosigkeit der Zeugen an, die über ihre Beobachtungen schweigen und demonstrieren, wie ohnmächtig die Polizei ist, wenn sie auf eine undurchdringliche Wand des Verheimlichens stößt.“
TV Spielfilm sprach von einem „erschütternde[n] TV-Kriminaldrama“ basierend auf einer wahren Begebenheit, zeigte mit dem Daumen nach oben und gab für Anspruch, Action und Erotik einen von drei möglichen Punkten, für Spannung drei. Weiter hieß es: „Fesselnd bis zum Schluss, mitten aus dem trostlosen Kleinstadtleben gegriffen.“ Fazit: „Kaum vorstellbar, aber tatsächlich wahr.“
Im Magazin Der Spiegel hingegen sah man das anders und war der Ansicht, „Kückelmann [habe] die Geschichte streng nach der Realität gearbeitet, sich mit Zeugen und Anwälten unterhalten und die Gerichtsakten studiert. Weiter hieß es: Aber alle Recherchemühe und die zusammengetragenen Fakten schaffen keinen Sog. Die Geschichte wirkt als in die Länge gezogen und zerfasert am Ende – trotz toller Schauspieler wie Wolfram Berger, der einen Kommissar spielt“.
Die Stuttgarter Zeitung schrieb, dem Film fehle „die Distanz zu seiner Story“ und die Frankfurter Allgemeine Zeitung war der Ansicht, dass „Kückelmanns Verzicht auf alle vordergründigen Effekte“ es dem Zuschauer schwer mache, „sich der beängstigenden Aggressivität der Geschichte zu entziehen“. In der Abendzeitung München war zu lesen:
„Sozialpolitisch bedeutsam.“